# Przemysław Przestrzelski
Przemysław Przestrzelski (ur. 18 października 1995) – polski aktor teatralny, filmowy i telewizyjny.

## Życiorys
Zadebiutował w 2019 na scenie Narodowego Starego Teatru im. Heleny Modrzejewskiej w Krakowie  w spektaklu „Czartoryska. Artefakty” w reżyserii Miry Mańki. W 2020 został aktorem tego teatru, a w 2021 ukończył studia na Wydziale Aktorskim Akademii Sztuk Teatralnych im. Stanisława Wyspiańskiego w Krakowie (spektakl dyplomowym „WOOD, czyli…nieznośna lekkość mikrofonu” w reżyserii Anny Radwan).

## Filmografia[2]
- 2021: Wesele jako Janek Sczuczyński
- 2021: Droga jako wyrostek
- 2022: To nie ze mną jako Piotr Skarbek
- 2022: Brokat jako Sławek (odc. 7,9,10)
- 2022: Wielka woda jako mężczyzna na wałach przeciwpowodziowych (odc. 3,4,5)
- 2022: Prawdziwe życie aniołów jako student
- 2022: Silent Twins jako niegrzeczny chłopak
- 2023: Znachor jako Zenek

## Teatr[1][3]
- 2019
  - Czartoryska. Artefakty, Narodowy Stary Teatr im. Heleny Modrzejewskiej w Krakowie
  - Aktualny stan świata, Narodowy Stary Teatr im. Heleny Modrzejewskiej w Krakowie
  - WOOD, czyli…nieznośna lekkość mikrofonu, Akademia Sztuk Teatralnych im. Stanisława Wyspiańskiego w Krakowie
- 2020
  - Kartoteki, Narodowy Stary Teatr im. Heleny Modrzejewskiej w Krakowie
- 2021
  - Tonąca dziewczyna, Narodowy Stary Teatr im. Heleny Modrzejewskiej w Krakowie
  - Arianie, Narodowy Stary Teatr im. Heleny Modrzejewskiej w Krakowie
  - Biesy. Spektakl o piciu herbaty, Narodowy Stary Teatr im. Heleny Modrzejewskiej w Krakowie
- 2022 
  - Salome, Narodowy Stary Teatr im. Heleny Modrzejewskiej w Krakowie
  - Wymazywanie, Narodowy Stary Teatr im. Heleny Modrzejewskiej w Krakowie
  - Art of Living, Narodowy Stary Teatr im. Heleny Modrzejewskiej w Krakowie
- 2023
  - Opera za trzy grosze, Narodowy Stary Teatr im. Heleny Modrzejewskiej w Krakowie
  - Boa, Narodowy Stary Teatr im. Heleny Modrzejewskiej w Krakowie
- 2024
  - Dzieje grzechu, Narodowy Stary Teatr im. Heleny Modrzejewskiej w Krakowie